# 6 Tracks
6 Tracks è un mini-album di Enya contenente sei tracce, pubblicato in formato CD e maxi-single il 25 maggio 1997 dalla WEA esclusivamente per il mercato giapponese.
Oltre a Portrait (Out of the blue) tratto dall'album d'esordio Enya (1987), contiene Orinoco Flow e Evening Falls da Watermark (1988), Smaointe da Shepherd Moons (1991), Oiche Chiuin da And Winter Came (2008). Inoltre è stato inserito il pezzo Morning Glory, b side di Book of Days da Shepherd Moons.

## Tracce
1. Orinoco Flow – 4:25
2. Evening Falls – 3:46
3. Out of the Blue – 3:10
4. Morning Glory – 2:28
5. Smaointe – 6:06
6. Oíche Chiún – 3:45